# کرل آمریکایی
کرل آمریکایی (انگلیسی: American Curl) نام یک نژاد از گربه‌ها است که خاستگاه آن ایالات متحده آمریکا می‌باشد. وزن متوسط کورل آمریکایی ۲.۳-۴.۵ کیلوگرم برای نرها است. وزن ماده‌های این نژاد گربه ۲.۳-۳.۶ کیلوگرم می‌باشد. این گربه اگر به بیماری یا هر علل دیگری تلف نشود می‌تواند تا ۳ سال یا بیشتر عمر کند.